# Lundbreck
Lundbreck är en ort i Kanada.   Den ligger i provinsen Alberta, i den södra delen av landet, 2 900 km väster om huvudstaden Ottawa. Lundbreck ligger 1 200 meter över havet och antalet invånare är 244.
Terrängen runt Lundbreck är platt åt sydost, men åt nordväst är den kuperad. Trakten runt Lundbreck är nära nog obefolkad, med mindre än två invånare per kvadratkilometer.. Närmaste större samhälle är Pincher Creek, 18,9 km sydost om Lundbreck.
Trakten runt Lundbreck består i huvudsak av gräsmarker.